# William Compton
Sir William Compton (* um 1482; † Juni 1528) war ein englischer Höfling und Günstling von Heinrich VIII. und Vorfahr der adeligen Linie der Earls und Marquesses of Northampton.

## Leben

### Kindheit und Jugend
Geboren wurde William Compton um 1482 als Sohn von Edmund Compton, einem eher unbedeutenden Landbesitzer aus Compton in Warwickshire. Als Edmund am 21. April 1493 starb, wurde sein Sohn und Erbe, William, als „elf Jahre alt und mehr“ bezeichnet. Nach dem Tod des Vaters kam der Junge an den Hof Königs Heinrich VII. – durch wessen Vermittlung und wann ist nicht bekannt – und wurde laut dem Chronisten William Dugdale ein Page im Haushalt des 9 Jahre jüngeren Prinzen Heinrich. Über diese frühe Zeit in William Comptons Leben ist zwar wenig bekannt, doch ist klar, dass er bald zum engen Vertrautenkreis des Prinzen gehörte, mit dem ihn den Rest seines Lebens eine tiefe Freundschaft verbinden sollte. Wenn z. B. der Hof, wie damals üblich, alle paar Monate von einem Palast in den nächsten umzog, wurde ihm zusammen mit einem anderen Diener die vertrauliche Aufgabe zuteil, vorauszureiten und die Gemächer des Prinzen für dessen Ankunft vorzubereiten.

### Kammerdiener des Königs

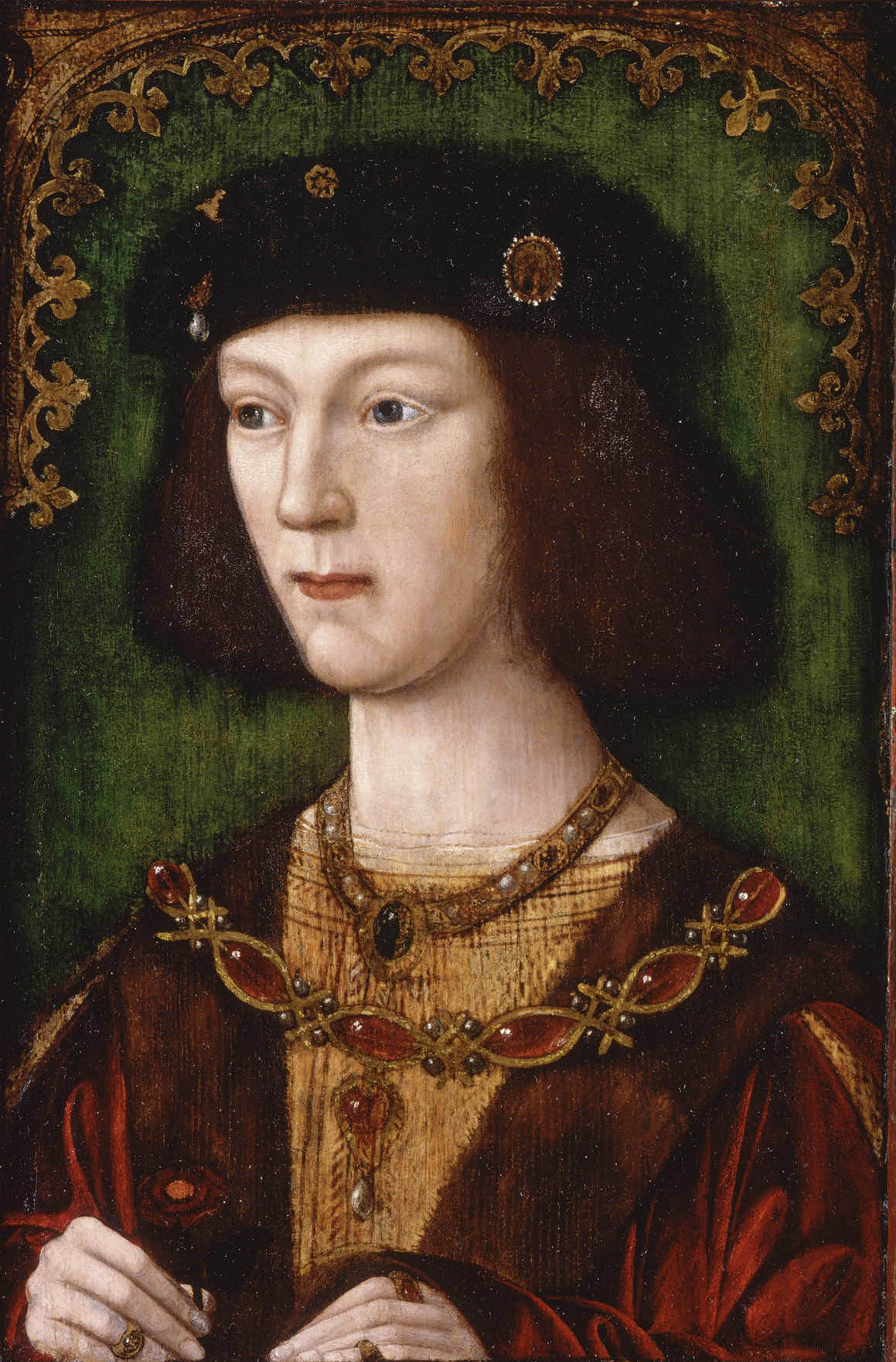
Der junge König, Heinrich VIII. um 1509

Wie hoch der Prinz ihn schätzte, wurde 1509 bei dessen Thronbesteigung als Heinrich VIII. sofort deutlich, denn Compton stieg nun rasch auf. Er war bereits bei der Krönung ein führendes Mitglied der Dienerschaft in der Privy Chamber, der Privatgemächer des neuen Königs und damit einer seiner engsten Diener und im April 1510 wurde er dann erstmals offiziell als Groom of the Stool (Kammerdiener des königlichen Toilettenstuhls) bezeichnet, ein Posten, den er 16 Jahre lange innehaben sollte. Der Groom of the Stool war einer der höchstrangigen Diener innerhalb der königlichen Gemächer, seine Aufgabe war es „nicht nur als Kammerdiener des königlichen Toilettenstuhls zu dienen, sondern auch in seinem Schlafgemach und an anderen privaten Orten, wenn der König es wünscht“. Compton diente dem König also, während dieser sich erleichterte und entleerte anschließend den Topf.
Auch wenn dies aus heutiger Sicht eine erniedrigende Arbeit ist, betrachtete man im 16. Jahrhundert jeglichen Dienst an der Person des Königs als große Ehre und viele hochrangige Ritter und Edelleute versuchten ihre Söhne in solche Positionen als Leibdiener des Königs zu bringen. In einer Zeit, in der jedes politische Vorankommen und das Erlangen von Ämtern nur durch persönlichen Kontakt zum Monarchen möglich war, befand sich ein Leibdiener des Königs nämlich in einer beneidenswert vorteilhaften Position von Vertraulichkeit, um Gefallen für sich und seine Familie von diesem zu erbitten oder ihn politisch zu beeinflussen.
In der täglichen Praxis hatte der Groom of the Stool außerdem einen weit umfangreicheren Aufgabenbereich. Er fungierte als Gesellschafter für den König, verteilte dessen Almosen, verwahrte seine Leinenhemden und trug die Verantwortung für die Sammlung an Besitztümern und Gegenständen, die der König von Residenz zu Residenz mitnahm. Vor allem aber verwaltete er die Privy Purse, die private Geldbörse des Königs, Gelder, die für dessen Privatausgaben gedacht waren, etwa für den „Kauf von Geschmeide“ oder für „Wetteinsätze beim Kartenspiel“. Der König nahm in den ersten Wochen seiner Regierungszeit diese Gelder für seine Privatbörse noch selbst entgegen, vertraute sie aber sehr schnell ausschließlich Compton an, der im Namen des Königs bald beträchtliche Summen an Geld und Geschmeide verwaltete, wesentlich mehr als jemals durch die Hände seines Vorgängers in diesem Amt gegangen waren. Allein im Jahr 1514 verwahrte er beispielsweise 17.517 Pfund, was etwa 8 Millionen britischen Pfund im Jahr 2008 gleichkommt.
Der König übertrug Compton viele solcher vertraulichen Aufgaben, denn er schätzte seine „Weisheit und Treue“, er machte ihm Landgeschenke zu dessen Hochzeit und schlug ihn 1513 nach der Eroberung von Tournai in Frankreich zum Knight Bachelor.

### Vertrauter des Königs
Compton diente dem König nicht nur als Kammerdiener, sondern auch als Freund. Heinrich betraute ihn oft mit Aufgaben privater und politischer Natur, wenn er jemanden brauchte, dem er vertraute. In den ersten Jahren seiner Regierungszeit war Compton zum Beispiel oft sein Komplize in Liebesangelegenheiten hinter dem Rücken der Königin Katharina, von der berichtet wurde, dass sie sich „keine Mühe gibt, ihren Missmut gegenüber Compton zu verbergen“. Compton stellte z. B. sein Haus in der Londoner Thames Street für private Treffen zwischen Heinrich und „Mistress Amadas“ zur Verfügung und war in einen Liebesaffärenskandal bei Hofe verwickelt, der einen Streit zwischen dem Königspaar auslöste. Der spanische Botschafter Caroz berichtet, der König hätte im Mai 1510, als die Königin schwanger war, mit Anne Hastings, der Schwester des Duke of Buckingham und Ehrendame der Königin, eine Affäre beginnen wollen und Compton wurde als Mittler vorgeschickt. Als er die Gemächer von Lady Hastings betrat, um mit ihr zu sprechen, war aber ihr Bruder gerade anwesend und ein heftiger Streit zwischen Compton und Buckingham brach aus, bei dem Buckingham ihn „mit vielen harten Worten rügte“. Darüber erbost rügte wiederum der König Buckingham, der deswegen beleidigt den Hof verließ. Die Angelegenheit eskalierte noch weiter, als Lady Hastings von ihrem Ehemann in ein Kloster geschickt wurde und der König am Tag darauf deren Schwester und ihrem Ehemann ebenfalls befahl, den Hof zu verlassen.
Es gibt jedoch auch Interpretationen dieser Episode, nach denen Compton nicht im Auftrag des Königs um Lady Hastings warb, sondern für sich selbst, zumal er sie in seinem Testament bedachte und Gebete für ihre Seele sprechen ließ. Zudem bezichtigte Lordkanzler Thomas Wolsey ihn, 1527 mit Anne Hastings Ehebruch begangen zu haben. Compton schwor jedoch auf das Sakrament, dass dies nicht wahr sei.

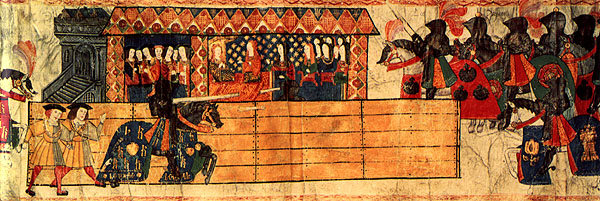
Heinrich VIII. bricht beim Westminster-Turnier 1512 seine Lanze am Helm des Gegners

Etwas früher im selben Jahr war Compton Teilhaber und Mitwisser gewesen, als der König heimlich an einem Turnier teilgenommen hatte. Da der königliche Rat nicht wollte, dass der junge, gerade 18-jährige König, der noch keinen Erben hatte, sich einer so gefährlichen Sportart wie dem Tjosten widmete, entschied Heinrich sich inkognito, als fremder Ritter verkleidet, an dem Turnier teilzunehmen. Er und Compton ließen sich „heimlich in dem kleinen Park von Richmond bewaffnen“ und ritten dann mit heruntergeklappten Visieren und ohne Wappen auf dem Turnierplatz ein. „Es wurden viele Lanzen gebrochen,“ berichtet der Chronist Edward Hall, „und großes Lob wurde den beiden Fremden zuteil.“ Als Compton dann allerdings gegen Edward Neville, einen hervorragenden Tjoster antrat, wurde er „so schwer verletzt, dass er dem Tode nahe war“. Ein in den Plan Eingeweihter im Publikum hielt den gestürzten Compton für den König und rief laut „Gott rette den König!“, woraufhin Heinrich sich enttarnen musste, um die erschrockene Menge zu beruhigen. Compton war mit dem Schrecken davongekommen und erholte sich von seinen Verletzungen.
Auch in Staatsangelegenheiten vertraute der König seinem Kammerdiener wichtige Aufgaben an. Er wurde 1516 vorgeschickt, um den Earl of Northumberland über seine Pläne einer Eheallianz für seinen Sohn auszuhorchen, die zwischen ihm und dem Earl of Shrewsbury offenbar im Gange waren und die den König beunruhigten. 1522 wurde er als Bote zu Kaiser Karl V. geschickt, als dieser in England zu Besuch war, um ihn über Neuigkeiten aus Frankreich zu informieren. Und als der König 1521 Verrat fürchtete und sich entschied, den Duke of Buckingham verhaften zu lassen, waren es Compton und zwei andere Höflinge, denen er befahl „mit sich geheime Kräfte und Wachen zu nehmen und zu verhindern, dass der Duke flieht, wenn er die Briefe des Königs empfängt, welches sie geschickt ausführten.“

### Politischer Einfluss
Die offensichtliche Gunst, die Compton genoss, zog rasch Aufmerksamkeit auf sich. „Ich habe Euch geschrieben, welche Stellung einer namens Compton beim König von England einnimmt,“ schrieb der französische Botschafter in England an seinen König. „Er ist es, der im Moment das höchste Ansehen genießt und zu dem [der König] am meisten über seine Angelegenheiten spricht.“ Compton hätte seine Nähe zum König leicht nutzen können, um ihn politisch zu beeinflussen und der französische Botschafter schätzte Comptons Einfluss auf den König so bedeutend ein, dass er dem französischen König vorschlug, ihm eine 'Pension' zu zahlen, um bei Heinrich französische Interessen durchzusetzen.
Auch in den nach und nach immer ehrenvoller klingenden Bezeichnungen, die für Comptons Amt des Groom of the Stool verwendet wurden, spiegelt sich sein steigender Einfluss bei Hofe wider. Er wurde zunächst nur Gentleman genannt, dann Erster Gentleman der Königlichen Schlafkammer und schließlich bezeichnete Polydor Vergil ihn als Erster Minister der königlichen Gemächer (primus minister in regis cubiculo).
Um Comptons Gunst bemühten sich selbst Adelige wie Lord Darcy, dem Compton für seine „mannigfaltigen Höflichkeiten und Freundlichkeiten, die ihr mir verschiedentlich gezeigt habt“ dankte oder der Earl of Surrey, der antwortete, er fühle sich „verpflichtet all jene zu lieben […] von denen ich weiß, dass sie in Euer Gnaden Gunst stehen“ nachdem der König ihm dafür dankte, Compton „liebevoll unterhalten“ zu haben. Dienst an Compton wurde als ein Ersatz für direkten Dienst am König betrachtet und Compton wurde regelmäßig um Gefallen angegangen, die er beim König durchsetzen sollte. So schickte Bischof Fox ihm z. B. 1513 mehrere Briefe, damit Compton diese vom König unterschreiben ließe.
William Compton hegte aber kein Interesse an Politik, sondern widmete sich lieber seinem eigenen privaten Fortkommen.

### Landbesitzer und Lokalmagnat
Bei allem Vertrauen und Einfluss, die er genoss, brachte allein der Posten des Groom of the Stool William Compton noch keine besonderen finanziellen Vorteile. Er profitierte aber dennoch enorm von der Gunst des Königs, da er seine privilegierte Stellung, bei der er täglich vertraulichen Kontakt zum König hatte, zu nutzen wusste, um sich mannigfaltige Vorteile zu sichern. Er ließ sich eine erstaunliche Menge an Ländereien und Ämtern überschreiben und sammelte so ein regelrechtes Vermögen an, das offenbar größer war als das eines durchschnittlichen Adeligen seiner Zeit. Bei seinem Tod hatten Comptons Besitztümer schließlich ein derartiges Ausmaß angenommen, dass selbst der König nicht mehr wusste, wie viele Ländereien und Ämter er Compton übertragen hatte und seinen Minister Thomas Wolsey anweisen musste, „einen seiner fähigen Diener zu schicken, um im Kanzleigericht und an anderen Orten zu suchen und ihm eine Liste“ zu erstellen, „wieviele Ämter [Compton] hatte und welche es sind“.

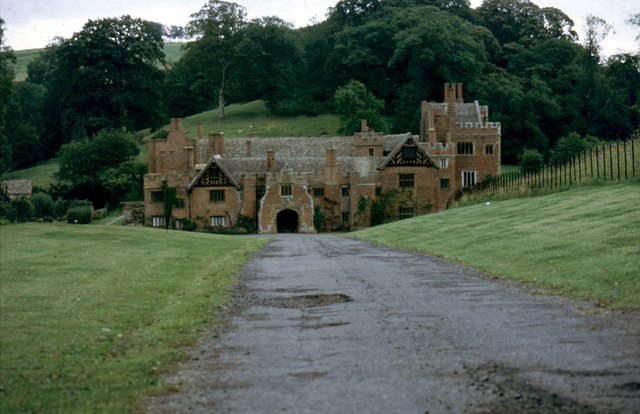
Das von William Compton errichtete Anwesen Compton Wynyates ist bis heute Familiensitz seiner Nachfahren, der Marquesses of Northampton

Unter den wichtigsten Ländereien, die Compton übertragen wurden, waren viele Burgen (bzw. die Schutzmacht über diese), so etwa Maxstoke Castle, das dem 1521 hingerichteten Duke of Buckingham gehört hatte und das verfallene Fulbroke Castle, das er endgültig niederriss, um die Steine als Baumaterial für sein Anwesen Compton Wynyates zu nutzen. Allein die Übertragung dieser Rechte auf königliche Burgen an einen einfachen Kammerdiener war genauso erstaunlich wie die große Anzahl an Ämtern, die er innehatte. Am 27. April 1516 konnte Compton sich erkenntlich zeigen, als er in dem ihm ebenfalls übertragenen Bruce Castle ein königliches Familientreffen ausrichtete. Dabei empfing Compton sowohl Heinrich als auch dessen Schwester, die schottische Königin Margaret Tudor, die zum ersten Mal seit dreizehn Jahren wieder in England weilte, sowie deren kleine Tochter Margaret Douglas.
Compton erweiterte und verfestigte gezielt seinen Landbesitz in Warwickshire – der Gegend, aus der die Familie Compton stammte – durch Ankauf, Anmietung und Heirat. Er kaufte z. B. Ländereien von Buckingham vor dessen Hinrichtung und von Thomas Boleyn, dem zukünftigen Schwiegervater des Königs und heiratete 1512 Werburga Cheyney, die in die Ehe Besitz in Hampshire, Somerset and Wiltshire einbrachte. Zudem baute er zur Untermauerung seiner Macht als Lokalmagnat den zukünftigen Stammsitz der Familie, Compton Wynyates.
In seinem Bemühen, sich als Lokalmagnat zu etablieren, wendete William Compton auch zweifelhafte Methoden an. Nach seinem Tod beschwerte sich z. B. Margaret Pole, 8. Countess of Salisbury, dass er versuchte hätte, sie zur Heirat zu überreden und als dies scheiterte, „dem König sagte, dass die Rittergüter von Canford […] zum Herzogtum von Somerset gehörten und nicht zur Grafschaft von Salisbury, woraufhin ihr [...] befohlen wurde, sich von dort zurückzuziehen, bis die Besitzfrage geklärt sei.“ Kurz danach, im März 1512, wurde jedoch Compton zum Verwalter von Canford gemacht. Ebenso kaufte er im selben Jahr für einen geringen Preis einige Ländereien, an denen die Verkäuferin eigentlich gar keine Rechte hatte und ließ sich dann nachträglich durch einen Parlamentsakt vom König diese Ländereien offiziell übertragen als Belohnung für „die guten und außerordentlichen Dienste, die er seiner Hoheit geleistet hat und für den Rest seines Lebens noch zu tun gedenkt.“
Seine unlauteren Methoden führten schließlich sogar zu einem kurzen Gefängnisaufenthalt. In einem langwierigen Landstreit mit Henry Grey um das Gut Harrold hatte Compton nach Aussage von Grey 1524 zwei seiner Diener und 20 mit Bögen, Pfeilen, Schwertern und Schilden bewaffnete „aufständische Personen mit bösen Absichten“ geschickt, um das Gut zu besetzen und „wie eine Festung“ zu halten. Er leugnete dies zwar, doch „Sir William Compton selbst und einige andere Personen wurden daraufhin ins Fleet gebracht“. Trotzdem war Comptons Einfluss auf den König größer und Henry Grey schaffte es auch nach mehreren Beschwerden, Gerichtsverhandlungen und Bitten an den König nicht, die Ländereien zurückzugewinnen.
Es scheint auch, als habe Compton Gelder aus der von ihm verwalteten Privatbörse des Königs benutzt, um Gewinn mit Geldleihe zu machen. Bei seinem Tod wurde jedenfalls Geld und Geschmeide in seinen Häusern gefunden, die eigentlich dem König gehörten. Er hatte offenbar von der Krone gestohlen. 1527 allerdings schrieb er einen eiligen Brief an einen seiner Vermögensverwalter, er habe Geld für den König empfangen, dieses jedoch nicht ausgehändigt. Obwohl ihm vergeben worden war, fühlte er sich schuldig und bat ihn, 1000 Mark an den König auszuzahlen.

### Konflikt mit Wolsey
Mit Wolsey, Heinrichs Lordkanzler, schien Compton zunächst sehr gut auszukommen, es ist jedoch auffällig, dass ihm nach dessen Aufstieg Mitte der 1510er Jahre plötzlich weit weniger Ämter und Ländereien übertragen wurden als zuvor. Als Wolsey 1519 eine große Anzahl von Heinrichs Dienern und Vertrauten aus der Privy Chamber entfernte, war Compton jedoch kein Opfer. Als Compton dann 1523 zusammen mit dem Earl of Surrey in den Krieg nach Schottland geschickt wurde, interpretierte Polydor Vergil dies als Versuch Wolseys ihn loszuwerden, um in seiner Abwesenheit „nach und nach den König dazu zu bringen ihn zu hassen“. Militärischer Dienst für den König war jedoch etwas Ehrenvolles und muss Compton nicht unangenehm gewesen sein.
Später bezichtigte Wolsey Compton, mit Lady Hastings in einem ehebrecherischen Verhältnis gelebt und dies beim Sakrament geleugnet zu haben und 1525 versuchte er zu verhindern, dass Compton Kanzler des Herzogtums Lancaster wurde.
1526 legte Compton schließlich sein Amt als Groom of the Stool nieder als Teil der von Wolsey eingeleiteten Eltham Ordinances, einer Hofreform und Neuordnung der Privy Chamber. Dies war möglicherweise ein Versuch Wolseys Compton zu schaden, könnte aber genauso gut auch ein freiwilliger Schritt Comptons gewesen sein, dem das Amt des Groom of the Stool mittlerweile vielleicht zu bescheiden geworden war. Was auch immer die Gründe waren, er wurde nun Usher of the receipts in the exchequer, ein Posten, bei dem ihm wieder große Summen Geldes anvertraut waren und er erhielt eine Lizenz, in Anwesenheit des Königs seinen Hut aufzubehalten. Er hatte offensichtlich nicht an Gunst verloren.

### Tod und Vermächtnis

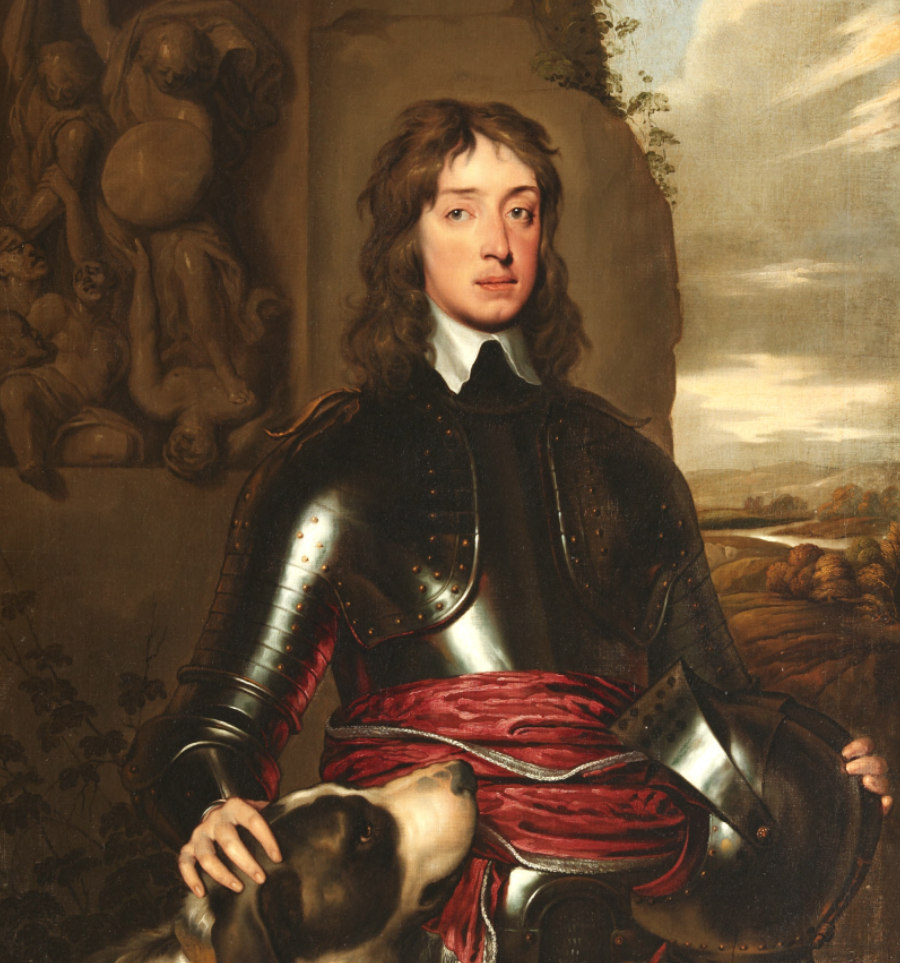
James Compton, 3. Earl of Northampton

William Comptons Karriere nahm ein frühzeitiges Ende, als er 1528 während einer Epidemie des englischen Schweißes starb. In seinem Testament vom 8. März 1522 vermachte er dem König „mein Kästchen aus Elfenbein mit dem vergoldeten Schloss […] und alle Juwelen und Schätze, die darin sind“.
Sein Sohn Peter war zu diesem Zeitpunkt noch minderjährig und seine Vormundschaft fiel an George Talbot, 4. Earl of Shrewsbury, der ihn mit seiner Tochter Anne verheiratete. Peter starb sehr jung (30. Januar 1538/39), doch sein Sohn Henry konnte auf dem von William Compton angesammelten Familienbesitz aufbauen und brachte es unter Königin Elisabeth I. 1572 zu einem Peerstitel als Baron Compton. Henrys Sohn William erhielt 1618 den Titel Earl of Northampton und seine Nachfahren sind seit 1812 zusätzlich Marquess of Northampton. Die Linie besteht bis heute ungebrochen fort.

## Ehen
- 1. ⚭ 1512 Werburga Brereton (Witwe von Sir Francis Cheyney), Tochter von John Brereton und Katherine Berkeley, die Erbin ihres Bruders William Berkeley war; mit ihr hatte er den Sohn Peter Compton (1522–38)[34]
- 2. ⚭ möglicherweise Elizabeth Stonor, Tochter des Sir Walter Stonor

## Fiktionale Darstellung
William Compton tauchte 2007 in 7 Folgen der Fernsehserie Die Tudors auf, in der er von Schauspieler Kristen Holden-Ried gespielt wird.